# Denominació d'Origen Montsant
La Denominació d'Origen Montsant és una denominació d'origen vinícola que té la major part de la seva zona de producció a la comarca del Priorat, llevat d'algunes terres de la Ribera d'Ebre, a la riba del riu de Montsant.
Va néixer l'any 2001 integrada pels municipis i cellers que, fins aquella data, formaven la subzona Falset de la denominació d'origen Tarragona. La DO Montsant ha viscut, des de llavors, un creixement espectacular. Si en el moment del seu naixement, la DO tenia 28 cellers, la xifra supera ara els 50. Gairebé un 70% de la producció embotellada es destina a l'exportació (principalment a Alemanya i els Estats Units). La superfície de vinyes plantades és d'unes 2.000 hectàrees i la producció de raïm se situa al voltant dels 10 milions de quilos.

## Geografia
La DO Montsant està integrada per disset municipis situats principalment a la comarca del Priorat i també a la de la Ribera d'Ebre, amb una superfície total de vinya d'unes 2000 ha. Aquests municipis són: La Bisbal de Montsant, Cabassers, Capçanes, Cornudella de Montsant, La Figuera, els Guiamets, Marçà, Margalef, El Masroig, Pradell de la Teixeta, La Torre de Fontaubella, Ulldemolins, i també part dels termes municipals de Falset, Garcia, El Molar, Móra la Nova i Tivissa (les localitats de Darmós i La Serra d'Almos)
La zona està situada entre els 200 i el 700 m d'altitud. El clima és la unió de la temperància mediterrània i el fred de la muntanya mitjana, amb una pluviositat lleugerament superior a les terres del voltant. El sòl és ric en minerals. Es poden distingir terrenys calcaris sedimentaris, sorres granítiques d'erosió i pedregosos de llicorella formats per pissarres silíciques.
El territori que configura la DO Montsant està delimitat per un semicercle de muntanyes que, vist sobre un mapa, li confereixen una forma singular. Pel nord la Denominació d'Origen queda configurada per les serres de Montsant i La Llena, que la connecten amb les frondoses Muntanyes de Prades. A llevant, els límits els marca la serralada prelitoral d'Argentera, la Mola de Colldejou i Llaberia, que ens anuncien la presència propera del mar; a la banda oposada, a ponent, trobem les serres de La Figuera i del Tormo. Al sud, el territori es torna més obert vers el riu Ebre, on s'encaminen els rius Siurana i Montsant, que junt amb la riera de Capçanes són els cursos d'aigua que reguen el territori.
L'orografia de la DO Montsant és variada, accidentada i abrupta en general, tot i que es torna suau en algunes zones, especialment cap al sud. També les característiques dels sòls presenten una gran diversitat d'orígens i de composició, alternant-se com un mosaic.
Podem distingir principalment tres tipus de terrenys:
- Sòls compactes, de caràcter calcari, on predominen els materials sedimentaris provinents de l'acció de l'erosió i de la sedimentació dels rius. També trobem terrenys rogencs, amb un alt contingut en argiles, situats a la perifèria de la denominació.
- Sòls disgregats formats per sorres granítiques que provenen de l'erosió de masses de conglomerats. Els trobem principalment a la zona de Falset. Són terrenys amb baixa proporció de matèria orgànica i poca capacitat de retenció d'aigua.
- Sòls pedregosos formats per pissarres silíciques que a la zona es coneixen com a "llicorella". Són terrenys pobres en matèria orgànica. De l'erosió d'aquestes pedres també trobem terres vermelles d'argiles més compactes.

## Història
Les primeres dades històriques indiquen que en temps de l'Imperi Romà ja s'hi elaborava vi, al territori. Al poble de Marçà s'hi ha trobat restes d'un assentament romà i entre les peces descobertes s'han trobat àmfores de vi que molt probablement es destinava al consum de la gran Tàrraco.
La primera expansió de la vinya als pobles i territoris que actualment formen part de la DO Montsant va tenir lloc durant l'edat mitjana, especialment amb la conquesta i repoblació de la zona, fins llavors en mans dels àrabs, per part dels exèrcits cristians. El poble de Siurana va ser el darrer enclavament musulmà de Catalunya, no va ser reconquerit fins al 1153.
Malgrat tot, va ser durant la cristianització quan, de la mà dels monjos cartoixans de Scala Dei, el conreu va esdevenir indissociable d'aquesta terra, aportant noves tècniques de conreu que potenciaren el creixement de les vinyes per tota la zona. La implantació de la Cartoixa va ser prou important com per donar nom a tota una comarca geogràfica: Priorat (terres del prior), en la que actualment hi conviuen dues denominacions d'origen.
Alternant moments de crisi amb altres d'esplendor, la producció del vi ha estat una constant secular dels pobles de la DO Montsant. El comerç amb els països estrangers a través de Reus va contribuir durant segles als seus èxits internacionals. El punt àlgid d'aquest comerç va arribar el segle xix, quan els vins de Montsant s'exportaven a França, destinats als comerciants de Bordeus. Vins de l'actual DO Montsant ja varen ser presents i premiats a les grans Exposicions Universals del segle xix i principis del xx.

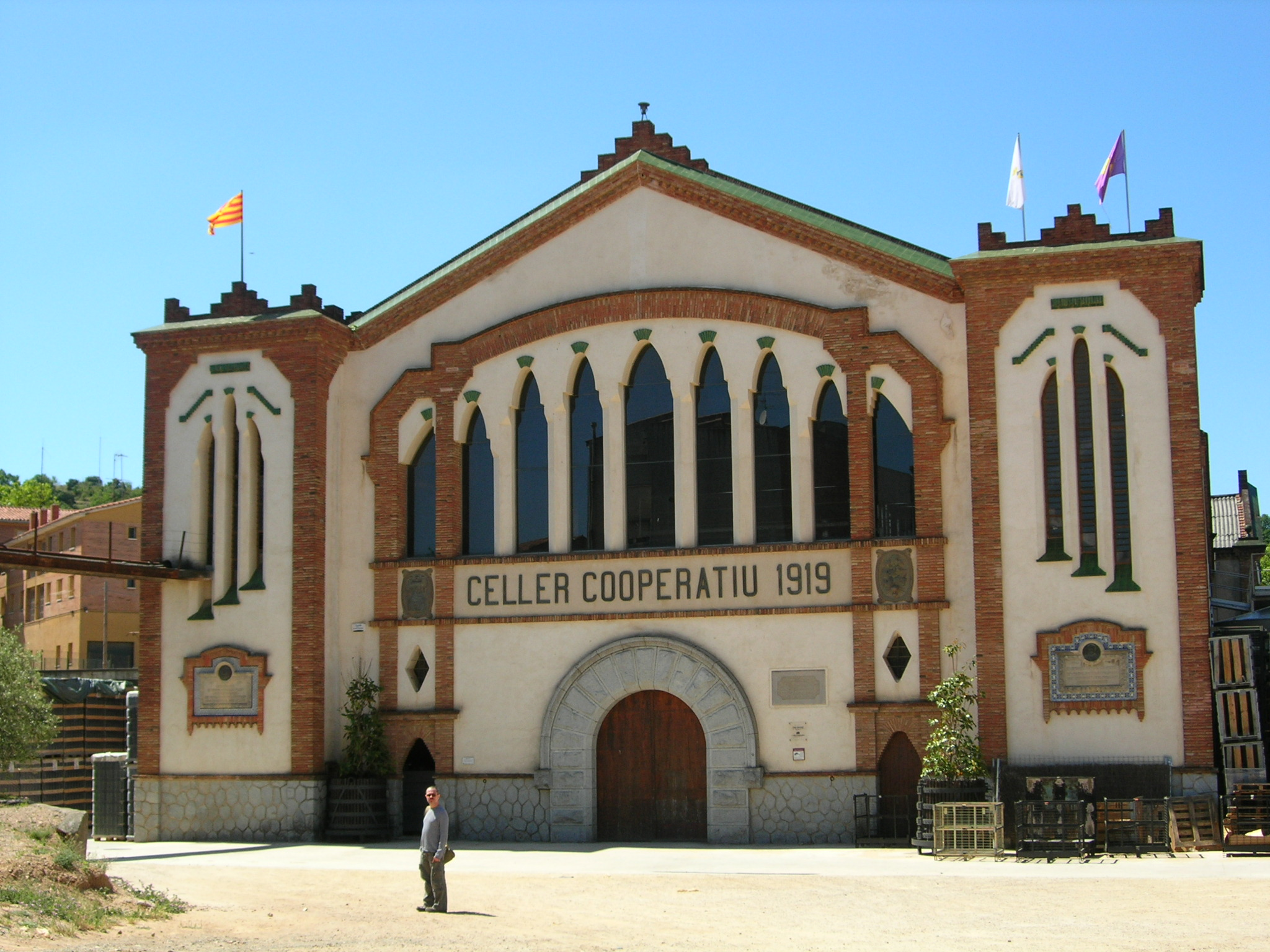
Celler Cooperatiu de Falset

A finals del segle xix, la plaga de la fil·loxera va desencadenar una llarga crisi al sector. Aquest fet va propiciar l'aparició de cooperatives, a principis del segle xx, que varen contribuir a mantenir el conreu a la zona i evitar la despoblació. Els exemples històrics es troben a les cooperatives modernistes de Falset i Cornudella, totes dues datades de 1919 i encara en actiu en l'actualitat.
Les primeres Denominacions d'Origen vinícoles espanyoles varen ser reconegudes l'any 1932, a l'Estatut del Vi promulgat pel govern estatal, entre les que hi figuraven DO Priorat i DO Tarragona. El 1954 es va aprovar el primer reglament de la DO Priorat, circumscrita a la zona central de la comarca que històricament estava sota el domini de la Cartoixa de Scala Dei; anteriorment, el 1945 s'havia aprovat el reglament de la DO Tarragona, que abastava una àmplia zona de la província. Dins dels límits de la DO Tarragona es diferenciava la "subzona Falset", que se situava a la zona actual de la DO Montsant.
Finalment, tenint en compte les característiques específiques dels vins de Montsant i la importància del conreu de la vinya a la zona, l'any 2001 es va aprovar la creació de la Denominació d'Origen Montsant.

## Vins
El tast dels vins de Montsant evoca les fragàncies dels seus paisatges. Als cellers de la denominació s'elaboren molts tipus de vi: blancs sedosos, negres concentrats, rosats perfumats, vins dolços amb història, fins i tot de licorosos...

### Blancs
Els vins blancs del Montsant es diferencien dels altres per la seva sedositat. Vins elaborats amb les varietats Macabeu i Garnatxa Blanca, amb personalitat gustativa i aromes elegants i subtils. Càlids blancs joves i vins fermentats en bóta que allarguen la seva posterior vida en botella. Vins fermentats en bóta a l'estil de Borgonya, més densos i complexos, amb molts més matisos i evolucions en el tast.

### Negres
Els vins negres s'elaboren a partir de varietats negres. El secret del color dels vins negres el trobem en la pell dels grans de raïm, que és on trobem el color. A més a més, també hi podem trobar altres components com els tanins, que són els responsables de la longevitat dels negres. Les vinyes velles produeixen vins més complexes.

### Rosats
Els vins rosats estan guanyant presència a la DO Montsant en els darrers temps. Habitualment les varietats més utilitzades són la garnatxa i la syrah, una varietat que no és autòctona però que s'ha adaptat molt bé als terrenys del Montsant. En boca, els rosats de Montsant acostumen a ser molt afruitats, amb presència de fruites del bosc, principalment, potents però elegants al mateix temps, golosos i amb caràcter.

### Kosher
Es tracta d'un vi elaborat segons la llei jueva. És consumit per les principals comunitats hebrees del món. En hebreu, "kosher" significa pur i es refereix al fet que tot el procés d'elaboració ha estat certificat per un rabí o per una persona autoritzada per la comunitat jueva seguint les normes Kashruth. Perquè un producte sigui autoritzat cal conèixer els productors fins a la tercera generació (saber-ne el seu origen). Els processos d'elaboració són semblants als vins convencionals, tot i que amb algunes peculiaritats. En el conreu no s'utilitzen substàncies químiques. Cada trasbals del vi i cada operació del celler ha d'estar supervisat per la persona designada, evitant la utilització de gelatines en la clarificació del vi. Per a la fermentació s'utilitzen únicament els llevats autòctons, procedents de la mateixa pell del raïm.

### Altres vins
La zona va aconseguir fama a tot el món per l'elaboració dels vins generosos: rancis, dolços, misteles... Vins que varen fer la volta al món des del segle xix i que avui recuperen el seu antic prestigi com a producte gourmet.
El vi ranci és un vi de licor tradicional, molt singular i típic de la zona, obtingut per via oxidativa en envasos de fusta de roure, a partir de vins blancs o negres de grau volumètric natural de 12% vol. fins a obtenir vins d'entre 15-20% vol. de grau alcohòlic.
La mistela s'obté a partir del most de raïm al que s'afegeix alcohol vínic, que inactiva l'acció dels llevats, obtenint un vi dolç amb una graduació alcohòlica entre 15% i 20% vol.
El 70% de la producció està destinat a l'exportació, sobretot a Alemanya, Regne Unit, EUA, França, Suïssa i Països Baixos.